# Michael Marcour
Michael Marcour (Bergisch Gladbach, 10 de fevereiro de 1959) foi um velejador alemão, medalhista olímpico. Ele competiu nos Jogos Olímpicos de Verão de 1984 na classe Star e conquistou a medalha de prata ao lado de Joachim Griese. Com isso, seu companheiro de equipe e ele foram premiados com a Folha de Laurel de Prata pelo Presidente Federal. Em 1985, Griese e Marcour fizeram parte da equipe alemã de sucesso na Admiral's Cup com o Outsider.